# Brane
Brane je moško osebno ime.

## Izvor imena
Ime Brane je različica moških osebnih imen Branimir, Branislav oziroma Branko.

## Pogostost imena
Po podatkih Statističnega urada Republike Slovenije je bilo na dan 31. decembra 2007 v Sloveniji število moških oseb z imenom Brane: 181.

## Znane osebe
Brane Oblak, slovenski nogometaš

## Osebni praznik
Osebe z imenom Brane lahko godujejo takrat kot osebe z imenom Branko.